# NGC 3561
NGC 3561 је спирална галаксија у сазвежђу Велики медвед која се налази на NGC листи објеката дубоког неба.
Деклинација објекта је + 28° 41' 48" а ректасцензија 11h 11m 13,2s. Привидна величина (магнитуда) објекта NGC 3561 износи 13,8 а фотографска магнитуда 14,7. NGC 3561 је још познат и под ознакама NGC 3561A, UGC 6224, MCG 5-27-10, CGCG 155-90, CGCG 156-11, DRCG 23-78, ARP 105, VV 237, Ambartsumian´s knot, PGC 33991.